# Olena Nemashkalo
Olena Nemashkalo (em russo:  Олена Немешкало; 25 de dezembro de 1963) é uma ex-handebolista russa, medalhista olímpico.
Olena Nemashkalo fez parte do elenco medalha de bronze, de Seul 1988.